# Etzenricht
Etzenricht è un comune tedesco di 1 657 abitanti, situato nel land della Baviera.